# ديفيد الكسندر (مخرج)
ديفيد الكسندر (بالإنجليزية: David Alexander)‏ هو منتج أفلام ومخرج أمريكي، ولد في 23 ديسمبر 1914، وتوفي في 6 مارس 1983.

## وصلات خارجية
- ديفيد الكسندر على موقع IMDb (الإنجليزية)
- ديفيد الكسندر على موقع قاعدة بيانات برودواي على الإنترنت (الإنجليزية)
- ديفيد الكسندر على موقع قاعدة بيانات الفيلم (الإنجليزية)
- ديفيد الكسندر على موقع كينوبويسك (الروسية)